# Eubucco bourcierii
Eubucco bourcierii е вид птица от семейство Capitonidae.

## Разпространение
Видът е разпространен във Венецуела, Еквадор, Колумбия, Коста Рика, Панама и Перу.